# Metachorista austera
Metachorista austera är en fjärilsart som beskrevs av Diakonoff 1954. Metachorista austera ingår i släktet Metachorista och familjen vecklare. Inga underarter finns listade i Catalogue of Life.